# 布勞頓 (伊利諾伊州)
布勞頓（英語：Broughton）是位於美國伊利諾伊州漢密爾頓縣的一個村落。

## 地理
布勞頓的座標為38°56′03″N 88°27′47″W / 38.93417°N 88.46306°W，而該地最高點為海拔高度114米（即374英尺）。

## 人口
根據2010年美國人口普查的數據，布勞頓的面積為5.17平方千米，當中陸地面積為5.16平方千米，而水域面積為0.01平方千米。當地共有人口194人，而人口密度為每平方千米37人。